# Gerald (Missouri)
Gerald è un comune degli Stati Uniti d'America, situato nello Stato del Missouri, nella contea di Franklin.